# Liste des joueurs de NBA avec 40 rebonds et plus sur un match
Liste des joueurs de NBA avec 40 rebonds et plus sur un match donne les performances des joueurs ayant capté quarante rebonds ou plus sur une rencontre de NBA.
Cette performance est encore plus compliquée que de marquer 60 points en un match, si bien qu'elle n'a été réalisée que 28 fois par seulement 4 joueurs : Wilt Chamberlain 15 fois (dont une en playoffs), Bill Russell 11 fois (dont trois en playoffs) ainsi que Nate Thurmond et Jerry Lucas 1 fois chacun. De plus le dernier à l'avoir réalisé est Wilt Chamberlain le 7 mars 1969. Ces quatre joueurs ont été intronisés au Basketball Hall of Fame.
|  |  | Joueur NBA en activité                          |
|  |  | Joueur intronisé au Basketball Hall of Fame     |
|  |  | Performance réalisée durant un match de playoff |

| Rebonds | Joueur                | Équipe                    | Date             | Adversaire                | Commentaire |
| ------- | --------------------- | ------------------------- | ---------------- | ------------------------- | --- |
| 55      | Wilt Chamberlain      | Warriors de Philadelphie  | 24 novembre 1960 | Celtics de Boston         | Dont 31 rebonds à la mi-temps. |
| 51      | Bill Russell          | Celtics de Boston         | 5 février 1960   | Nationals de Syracuse     | Record historique à cette date. |
| 49      | Bill Russell (2)      | Celtics de Boston         | 16 novembre 1957 | Warriors de Philadelphie  | Record historique à cette date. Les 32 rebonds de la première mi-temps sont toujours un record.                                                        |
| 49      | Bill Russell (3)      | Celtics de Boston         | 11 mars 1965     | Pistons de Détroit        | |
| 45      | Wilt Chamberlain (2)  | Warriors de Philadelphie  | 6 février 1960   | Nationals de Syracuse     | Record pour un rookie. S'ajoutent à 44 points. |
| 45      | Wilt Chamberlain (3)  | Warriors de Philadelphie  | 21 janvier 1961  | Lakers de Los Angeles     | |
| 43      | Wilt Chamberlain (4)  | Warriors de Philadelphie  | 11 novembre 1959 | Knicks de New York        | Record pour un rookie à cette date. |
| 43      | Wilt Chamberlain (5)  | Warriors de Philadelphie  | 8 décembre 1961  | Lakers de Los Angeles     | Chamberlain a également marqué 78 points dans ce match avec trois prolongations.                                                                       |
| 43      | Bill Russell (4)      | Celtics de Boston         | 20 janvier 1963  | Lakers de Los Angeles     | |
| 43      | Wilt Chamberlain (6)  | 76ers de Philadelphie     | 6 mars 1965      | Celtics de Boston         | |
| 42      | Wilt Chamberlain (7)  | Warriors de Philadelphie  | 15 janvier 1960  | Celtics de Boston         | En tant que rookie. Score également 44 points. |
| 42      | Wilt Chamberlain (8)  | Warriors de Philadelphie  | 25 janvier 1960  | Pistons de Détroit        | Chamberlain établit alors le record de 58 points pour un rookie en plus.                                                                               |
| 42      | Nate Thurmond         | Warriors de San Francisco | 9 novembre 1965  | Pistons de Détroit        | |
| 42      | Wilt Chamberlain (9)  | 76ers de Philadelphie     | 14 janvier 1966  | Celtics de Boston         | |
| 42      | Wilt Chamberlain (10) | Lakers de Los Angeles     | 7 mars 1969      | Celtics de Boston         | |
| 41      | Bill Russell (5)      | Celtics de Boston         | 12 février 1958  | Nationals de Syracuse     | |
| 41      | Wilt Chamberlain (11) | Warriors de San Francisco | 26 octobre 1962  | Pistons de Détroit        | |
| 41      | Bill Russell (6)      | Celtics de Boston         | 14 mars 1965     | Warriors de San Francisco | |
| 41      | Wilt Chamberlain (12) | 76ers de Philadelphie     | 5 avril 1967     | Celtics de Boston         | Record pour un match en playoffs. |
| 40      | Bill Russell (7)      | Celtics de Boston         | 23 mars 1958     | Warriors de Philadelphie  | Match de playoffs. |
| 40      | Bill Russell (8)      | Celtics de Boston         | 12 décembre 1958 | Royals de Cincinnati      | |
| 40      | Wilt Chamberlain (13) | Warriors de Philadelphie  | 4 novembre 1959  | Nationals de Syracuse     | Record à cette époque pour un rookie, 3e match de sa carrière en plus de 41 points.                                                                    |
| 40      | Bill Russell (9)      | Celtics de Boston         | 29 mars 1960     | Hawks de Saint-Louis      | Record historique, toujours valide, pour une finale NBA.                                                                                               |
| 40      | Bill Russell (10)     | Celtics de Boston         | 12 février 1961  | Warriors de Philadelphie  | |
| 40      | Bill Russell (11)     | Celtics de Boston         | 18 avril 1962    | Lakers de Los Angeles     | Égale le record pour une finale NBA, établi au game 7. Russell capte 19 rebonds en un quart-temps (record historique en saison régulière et playoffs). |
| 40      | Jerry Lucas           | Royals de Cincinnati      | 29 février 1964  | 76ers de Philadelphie     | En tant que rookie. |
| 40      | Wilt Chamberlain (14) | Warriors de San Francisco | 22 novembre 1964 | Pistons de Détroit        | |
| 40      | Wilt Chamberlain (15) | 76ers de Philadelphie     | 28 décembre 1965 | Celtics de Boston         | |

### Articles  connexes
- Liste des meilleurs rebondeurs en NBA par saison.
- Liste des meilleurs rebondeurs en NBA en carrière.